# Pierre Lorillard II
Pierre Lorillard II (7 septembre 1764 - 23 mai 1843) également connu sous le nom Pierre Peter Lorillard Jr., est un fabricant américain de produits tirés du tabac, banquier, homme d’affaires et magnat de l’immobilier.
C’est le deuxième de la célèbre lignée des Pierre Lorillard.

## Biographie
Lorillard est né le 7 septembre 1764 à New York, fils de Pierre Abraham Lorillard et Catherine Moore. Il a épousé Maria Dorothea Schultz en 1788 et ils eurent cinq enfants. Ils ont vécu au 521 Broadway à Manhattan.
Le père de Lorillard, aussi connu comme Pierre Lorillard I, fondateur de la Lorillard Tobacco Company, fit fortune en Amérique d'abord par l'élaboration d'une société de tabac qu'il a fondé en 1760 et qui, à l’origine, a été une usine de broyage de tabac à priser situé dans une maison louée dans le bas Manhattan. Plus tard, l'entreprise a déménagé à un meilleur emplacement sur la Bronx River.
Pierre Lorillard II a repris et a continué à gérer et à exploiter l'entreprise familiale après la mort de son père en 1776.

## Les clubs sociaux

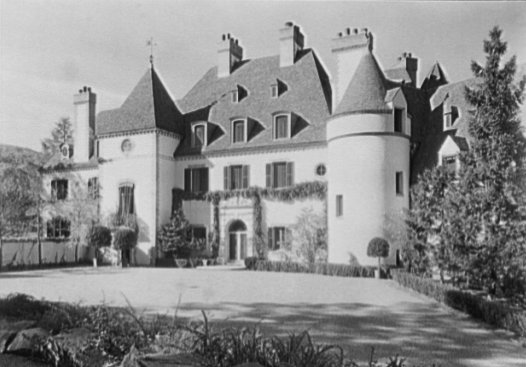
Résidence Lorillard à Tuxedo Park - 1934

Lorillard II a été un membre de clubs sociaux, à savoir une chasse au renard appelé le club de Meadow Brook Hunt & Country Club  et un autre comme le Gun Club Narragansett.
Il est souvent associé à Tuxedo Park, un village des faubourgs de New York, parfois appelé le pays du club américain, où il acheta des terrains entre 1802 et 1812. Ce village et ses environs ont été aménagés en 1886 par son petit-fils, Pierre Lorillard IV, en Country club, station pour les personnes socialement en vue.

## Mort
Lorillard meurt le 23 mai 1843 à l'âge de soixante-dix neuf ans. Dans sa nécrologie, un journaliste le décrivit comme un richissime américain en utilisant le mot relativement nouveau de « millionnaire »,,,.
Bien que le mot « millionnaire » fut en usage au Royaume-Uni depuis 1816, il a été utilisé pour la première fois aux États-Unis en 1843 pour décrire ce riche marchand de tabac, bien que Lorillard ne fut pas le premier Américain à posséder un million de dollars de biens,.